# Courtier maritime
Pour les articles homonymes, voir Courtier (homonymie).
Un courtier maritime est officier ministériel en France. Depuis 2004, cette fonction n'existe plus.
Il s'agit également d'intermédiaires en négociation entre armateurs et affréteurs concernant le transport de marchandises ou la vente de navire.

## Historique en France
En France, le courtier maritime est un officier ministériel nommé par le chef de l’État. Cette charge a été abolie par la loi de janvier 2001 prenant effet le 21 mars 2004.
Bien que très ancienne, la fonction a été définie en France sous Louis XIV par un édit de décembre 1657, créant deux offices de courtiers en chaque siège d'Amirauté. L’édit, resté inappliqué, est complété par les ordonnances du 30 décembre 1661 et du 24 janvier 1662. Colbert fait inscrire dans le titre VII de la grande ordonnance de la marine de 1681 que «tout maître ou capitaine de navire étranger qui ignore la langue du pays où il vient  commercer a besoin d’un interprète pour se faire entendre et pour faire dans les bureaux les déclarations auxquelles il est tenu… » «aucun ne pourra faire fonction de courtier conducteur de navires qu’il n’ait été immatriculé au Greffe de l’Amirauté sur l’attestation que quatre notables marchands du lieu donneront de sa capacité et de sa probité ».
Sous Louis XVI les lettres patentes du 10 juillet 1776  précisent : « les courtiers maritimes interprètes conducteurs de navires sont maintenus dans le droit exclusif d’assister les capitaines et marchands étrangers qui ne sauraient pas la langue française  et de leur servir d’interprètes pour les déclarations dans le greffes et différents bureaux et autres actes publics »
La charge est supprimée par la Révolution (17 mars 1791) puis rétablie par le Consulat en 1800 et confirmée par le Code de commerce de 1807.
C’est l’ordonnance du 14 novembre 1835 qui fixe définitivement l’activité des courtiers maritimes en déterminant les rémunérations auxquelles ils ont droit pour leurs activités à savoir :
- conduite des navires et accomplissement des formalités auprès des diverses administrations dont les Douanes ;
- affrètement ou fret procuré ;
- vente de navires ;
- traduction des documents en langue étrangère.

Présents dans la plupart des ports, leur métier suit l'évolution du transport maritime et son développement. La société française Barry Rogliano Salles figure parmi les dix premiers courtiers maritimes mondiaux.

## Rôle
Les courtiers sont mandatés par le propriétaire/vendeur pour représenter leur navire en exclusivité (la concession peut également avoir racheté le bateau). Toutes les demandes doivent alors passer par le courtier ou le concessionnaire. Un courtier professionnel écoutera vos attentes et vos besoins avec attention et vous aidera à déterminer si le bateau visé est le plus approprié au regard de l’utilisation que vous comptez en faire et présente un rapport qualité/prix satisfaisant. Il pourra vous parler en toute objectivité des spécificités du navire en question ce qui permettra de décider s’il  semble intéressant de se déplacer pour voir le bateau, sans perdre de temps. De même, il vous aidera à savoir si d’autres bateaux similaires sont actuellement sur le marché ou non, à connaître l’histoire du yacht, la date de sa mise en vente ainsi que les la raison pour laquelle le propriétaire vend. Si tout le monde est en mesure de se renseigner sur le prix d’un bateau, seul un courtier professionnel dispose de connaissances approfondies sur les conditions actuelles du marché, le type de bateau concerné ainsi que les renseignements concernant les prix de vente récents et l’antériorité de l’annonce, une source Internet non accessible au public.